# Мохов, Николай Иванович
Никола́й Ива́нович Мо́хов (1918 — после 1988) — советский хозяйственный, государственный и политический деятель, кандидат экономических наук (1946), проректор МГУ, заместитель министра высшего образования и министра культуры СССР, президент общества «СССР — Непал».

## Биография
Родился в 1918 году в . Член КПСС.
С 1933 года — на хозяйственной, общественной и политической работе. В 1933—1988 гг. — слесарь, нормировщик, экономист и бухгалтер Перовского машиностроительного завода, бухгалтер отраслевого общества «Спартак» при Мособлкожремсоюзе, заместитель главного бухгалтера автобазы треста «Моспромстрой», технолог-нормировщик цеха, начальник планово-распределительного бюро, заместитель начальника цеха Перовского машиностроительного завода, инструктор Перовского ГК ВКП(б), заведующий отделом Перовского городского совета депутатов трудящихся, аспирант Московского инженерно-экономического института, секретарь Перовского горкома ВЛКСМ, инструктор ЦК КПСС, проректор по научно-учебной работе гуманитарных факультетов МГУ, заведующий сектором ЦК КПСС, заместитель министра высшего образования, проректор МГУ по научно-учебной работе гуманитарных факультетов, заместитель министра высшего и среднего специального образования СССР.
Умер после 1988 года.